# Cartaxo e Vale da Pinta
Cartaxo e Vale da Pinta (oficialmente: União das Freguesias do Cartaxo e Vale da Pinta) é uma freguesia portuguesa do município de Cartaxo, com 28,23 km² de área e 12 302 habitantes (censo de 2021). A sua densidade populacional é 435,8 hab./km².

## História
Foi constituída em 2013, no âmbito de uma reforma administrativa nacional, pela agregação das antigas freguesias do Cartaxo e Vale da Pinta e tem a sede em Vale da Pinta.

## Demografia
A população registada nos censos foi:
| Distribuição da População por Grupos Etários | Distribuição da População por Grupos Etários | Distribuição da População por Grupos Etários | Distribuição da População por Grupos Etários | Distribuição da População por Grupos Etários | Distribuição da População por Grupos Etários |
| -------------------------------------------- | -------------------------------------------- | -------------------------------------------- | -------------------------------------------- | -------------------------------------------- | -------------------------------------------- |
| Antes da agregação                           |                                              |                                              |                                              |                                              |                                              |
| Ano                                          | 0-14 anos                                    | 15-24 anos                                   | 25-64 anos                                   | >= 65 anos                                   | Total                                        |
| 2001                                         | 1711                                         | 1557                                         | 6390                                         | 1895                                         | 11553                                        |
| 2011                                         | 1952                                         | 1297                                         | 7076                                         | 2340                                         | 12665                                        |
| Após a agregação                             |                                              |                                              |                                              |                                              |                                              |
| Ano                                          | 0-14 anos                                    | 15-24 anos                                   | 25-64 anos                                   | >= 65 anos                                   | Total                                        |
| 2021                                         | 1678                                         | 1293                                         | 6634                                         | 2697                                         | 12302                                        |